# Hinrik Funhof

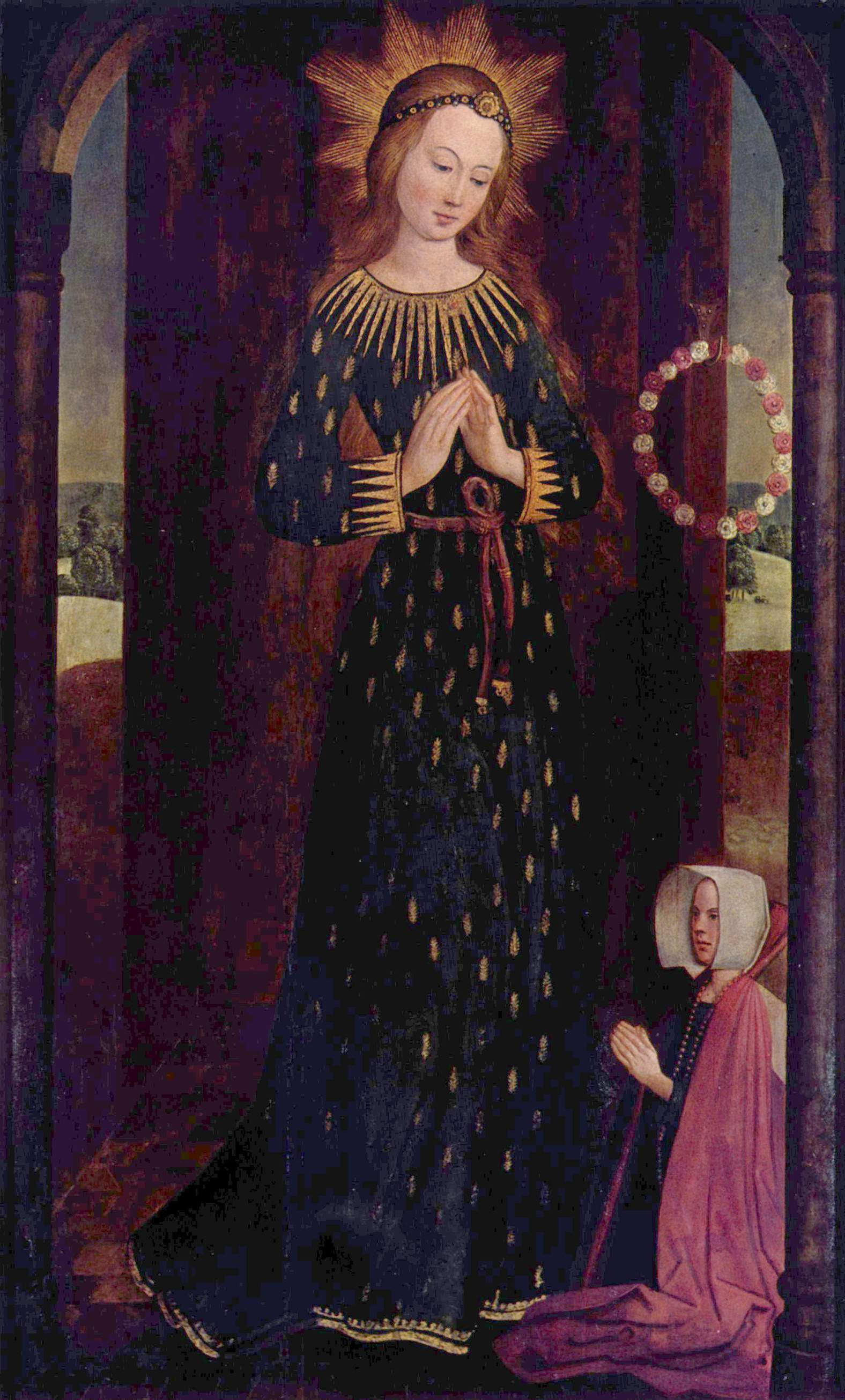
The Virgin Mary with Headdress na coleção do Hamburger Kunsthalle

Hinrik Funhof (m. em 1485, também Henrik Funhof) foi um pintor alemão do gótico que viveu e trabalhou em Hamburgo. Com uma forte cultura emprestada dos Países Baixos, o estilo das suas obras supõe que foi aluno de Dirk Bouts. É igualmente possível que a aprendizagem no atelier de Bouts tenha durado até à morte deste, pois é nessa data que existem dados relativos a Funhof em Hamburgo.
Após a morte de seu colega Hans Bornemann em 1475, ele assumiu seu estúdio e casou com a viúva de Bornemann. 
Funhof poderá ter trabalhado na Catedral de Hamburgo e no convento de Havestehude, mas nada resta desses trabalhos. Somente o seu trabalho na igreja São João de Lüneburg (1482-1484) foi autenticado.
Quando Funhof morreu dez anos mais tarde, a sua esposa casou novamente com outro pintor de Hamburgo, Absolon Stumme. 

## Obras
Poucas das suas obras sobreviveram, mas entre elas encontram-se:
- The Virgin Mary with Headdress (ca. 1480, DE: Maria mit Ährenkleid), coleção do Hamburger Kunsthalle;

- The Marriage at Cana (ca. 1481, DE: Hochzeit zu Kana), coleção privada.